# Aleksander Zawadzki (político)
Aleksander Zawadzki (Będzin, Polonia, 16 de diciembre de 1899 - Varsovia, Polonia, 7 de agosto de 1964) fue un político polaco, una de las principales figuras políticas del comunismo en Polonia y cabeza de Estado del país entre 1952 y 1964.
Miembro de la Unión de la Juventud Comunista, Zawadzki se exilió a la Unión Soviética en 1931, tras pasar seis años en prisión por actividades subversivas contra el Estado polaco y por organizar el asesinato de Antoni Kamiński, compañero de la Unión de la Juventud Comunista. Regresó a Polonia en 1939, poco antes del estallido de la Segunda Guerra Mundial, pero fue inmediatamente arrestado. Liberado de la prisión por la invasión soviética del país, Zawadzki finalmente se unió al Ludowe Wojsko Polskie (Ejército Popular Polaco) creado por los soviéticos, ascendiendo al rango de general mayor.
Tras la conclusión de la Ofensiva del Vístula-Óder, fue nombrado representante del nuevo gobierno en el antiguo territorio alemán de Silesia, traspasado a Polonia después de la guerra. Fue elegido diputado del Sejm en 1947, y el 20 de noviembre de 1952 fue nombrado presidente del Consejo de Estado polaco, para reemplazar a Bolesław Bierut. Murió de cáncer en 1964, en medio de su mandato.